# Olena Antonova
Pour les articles homonymes, voir Antonova.
Olena Anatoliïvna Antonova  (en ukrainien : Олена Анатоліївна Антонова ; née le 16 juin 1972 à Nikopol) est une athlète ukrainienne, spécialiste du lancer du disque, vice-championne olympique en 2008 à Pékin

## Biographie
Sa meilleure performance est de 67,30 m, réalisée à Kiev le 6 juin 2004. Championne d'Ukraine en 2002, 2003, 2004 et 2005, elle décroche la médaille de bronze aux Jeux olympiques de 2008, avant d'être reclassée deuxième en 2016 à la suite de la disqualification pour dopage de la Cubaine Yarelys Barrios, qui avait remporté initialement la médaille d'argent.

## Palmarès
| Date | Compétition                   | Lieu          | Résultat | Marque  |
| ---- | ----------------------------- | ------------- | -------- | ------- |
| 1991 | Championnats d'Europe juniors | Thessalonique | 3e       | 54,30 m |
| 1999 | Championnats du monde         | Séville       | 7e       | 63,61 m |
| 2003 | Championnats du monde         | Paris         | 4e       | 65,90 m |
| 2004 | Jeux olympiques               | Athènes       | 4e       | 65,75 m |
| 2005 | Championnats du monde         | Helsinki      | 8e       | 59,37 m |
| 2007 | Championnats du monde         | Osaka         | 5e       | 62,41 m |
| 2008 | Jeux olympiques               | Pékin         | 2e       | 62,59 m |

### Records
| Épreuve          | Performance | Lieu | Date        |
| ---------------- | ----------- | ---- | ----------- |
| Lancer du disque | 67,30 m     | Kiev | 6 juin 2004 |